# Carl Otto von Eicken
Carl Otto von Eicken (Mülheim an der Ruhr, 31 dicembre 1873 – Heilbronn, 29 giugno 1960) è stato un medico tedesco.

## Biografia
Studiò medicina presso le università di Kiel, Ginevra, Monaco, Berlino e Heidelberg, dove fu assistente del chirurgo Vincenz Czerny. Conseguì la sua abilitazione per la rinoplastica laringea (1903) e l'otologia (1909) all'Università di Friburgo, e nel 1911 divenne professore ordinario all'Università di Giessen, dove successivamente fu nominato capo otorino, naso e di nuova costruzione clinica della gola. Nel 1920/21 fu rettore universitario. Nel 1922 succedette a Gustav Killian (ex insegnante) all'Università di Berlino, dove mantenne la cattedra fino al 1950.
Nel maggio del 1935 e nel novembre del 1944, rimosse un polipo dalla corda vocale sinistra di Adolf Hitler.
Fu autore di oltre 100 opere mediche con Alfred Schulz van Treeck, pubblicò un atlante sulle malattie dell'orecchio, del naso e della gola, intitolato Atlas der Hals-, Nasen-, Ohren-Krankheiten (1940).